# Onobrychis microptera
Onobrychis microptera är en ärtväxtart som beskrevs av John Gilbert Baker. Onobrychis microptera ingår i släktet esparsetter, och familjen ärtväxter. Inga underarter finns listade i Catalogue of Life.